# 蕭萬長
蕭萬長（1939年1月3日—），中華民國政治人物，生於嘉義市西區北社尾，曾任中華民國副總統、行政院院長、立法委員、行政院大陸委員會主任委員、經濟部部長、經濟建設委員會主任委員、經濟部國際貿易局局長與中國國民黨副主席等黨、政要職。
蕭萬長是少數從基層擢升，兼具外交、经济、中国大陆事務與政黨事務經歷的談判人才，在政壇上有「微笑老蕭」之稱。曾屢次作为代表率團參加博鳌亚洲论坛以及亚太经济合作组织會議，并先後會見過中共中央總書記胡锦涛、习近平、國務院總理李克强與美国总统贝拉克·奥巴马等要員。他也是第一位在臺灣出生的行政院院長。
蕭萬長曾與連戰搭檔，代表國民黨參加2000年總統選舉，惜未得勝。2007年6月23日，接受國民黨總統候選人馬英九邀請，二度成為國民黨副總統候選人，參加2008年總統選舉，並成功當選。2011年5月31日，蕭萬長決定不再參選連任，2012年5月20日屆退卸任。

## 早年
出生於日治臺灣臺南州嘉義市北社尾（位於今嘉義市西區），父母親生有五子二女，蕭萬長是家中排行第三（有四個兄弟及兩位妹妹）。曾在日治時期時就讀幼稚園，戰後就讀北園國小，直到四年級轉學；八歲時曾受潘木枝醫師醫治，潘醫師罹難時，母親帶著蕭萬長去上香，蕭與潘的後人迄今仍有聯繫。1951年畢業於嘉義市大同國小，之後考取了嘉義商職、嘉義工職和嘉義中學（今嘉義高中），當時他想多讀點書考取大學，而捨商職選擇嘉義中學。1957年畢業於嘉義中學高中部，1957年至1965年就讀國立政治大學外交系、所。

## 經歷

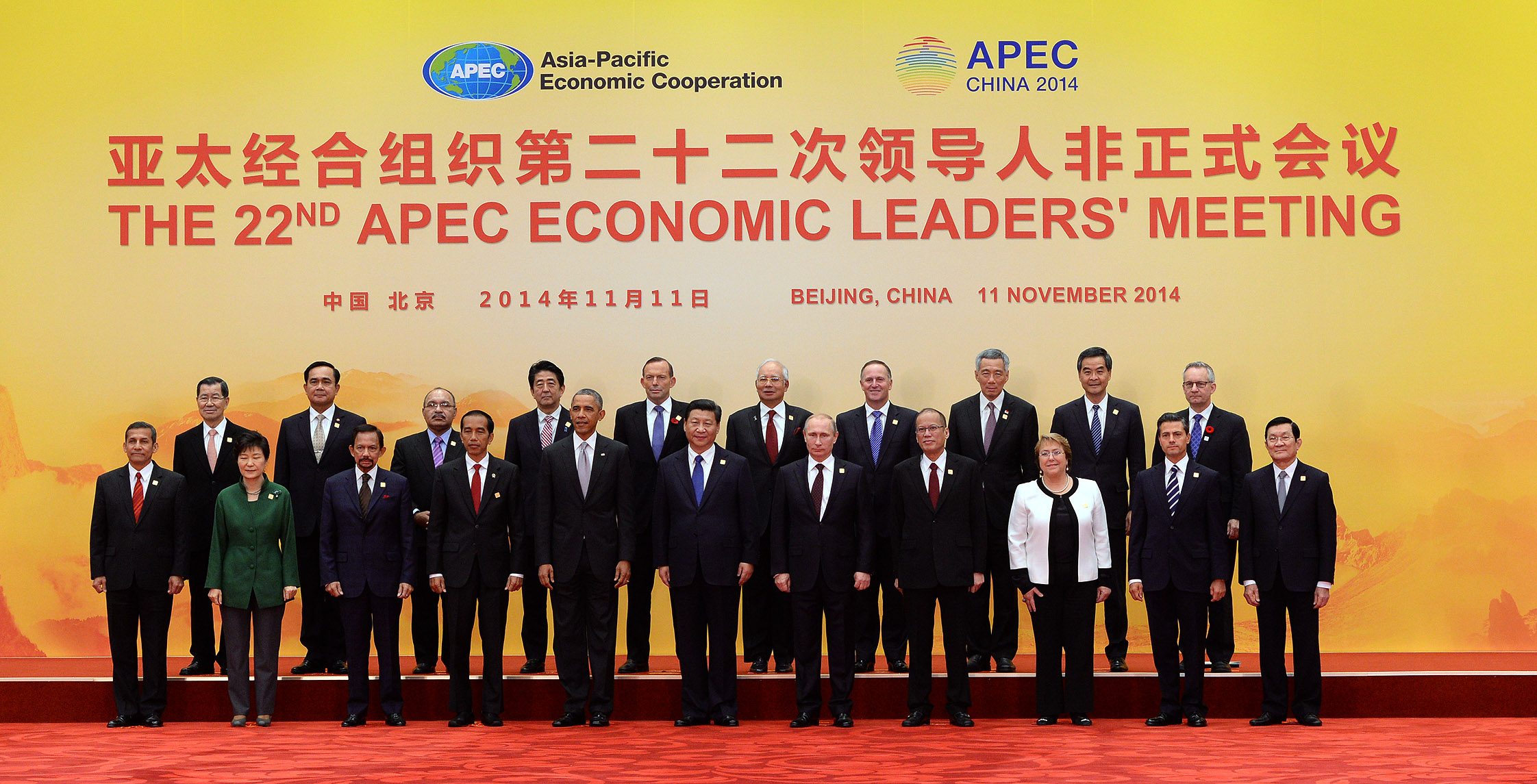
2014年11月11日，亚太经合组织第二十二次领导人非正式会议在北京雁栖湖国际会展中心举行，萧万长与各国与会领导人的合影

1978年美國與中華民國斷交時，擔任國貿局副局長赴美進行談判為中華民國爭取到「永久最惠國待遇」。1990年，擔任經濟部長，并于1992年首先提出「亞太營運中心」构想。擔任經建會主委期間，曾代表中華民國以「中華臺北」名義在1993年及1994年兩度參加亞太經合會領袖會議。

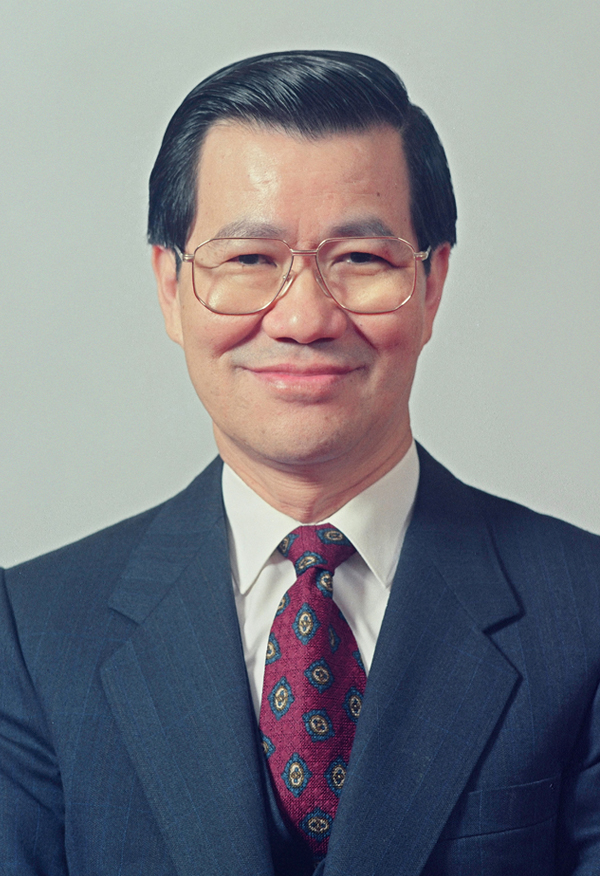
行政院長時期官方肖像，藏於行政院珍貴史料展示室

1994年台北市長選舉，有傳國民黨黨務系統曾希望蕭代表國民黨參選，但他個人沒有意願、民調顯示勝算不高、加上好友宋楚瑜等人的反對，故未參選。1995年底第三屆立委選舉，獲中國國民黨提名回到家鄉嘉義市參選，擊敗民主進步黨的蔡同榮當選立法委員。
1996年底，李登輝召開國家發展會議，由他代表國民黨與民進黨協商。1997年中，因司法院大法官會議解釋連戰以副總統職務兼任行政院長有憲政疑慮和可能影響連氏仕途，李登辉遂于8月21日知会时任立委的萧万长繼任組閣，并于8月28日由国民党临时中常会通过提名，萧万长由此成为中华民国第一位台灣本省人行政院长。蕭萬長因出任行政院院長辭去立委，隨後的嘉義市立委補選，則由先前落敗的蔡同榮當選。院長任內負責執行總統李登輝自1996年起宣誓的「戒急用忍」政策，但仍致力於推动亞太營運中心计划，却因国内以及两岸的客观环境不利而失败。
1997年11月，馬來西亞首相马哈迪·莫哈末在參加加拿大APEC非正式領袖會議後，過境台灣中正機場，與蕭萬長會面。1998年，國內爆發本土型金融風暴，包括東隆五金、禾豐集團、國揚實業、台中企銀、順大裕等上市櫃公司，當時紛紛成為地雷股。

1999年底，國民黨提名連戰競選總統，蕭為副總統候選人搭檔競選。2000年，國民黨總統選舉敗選，政黨輪替，卸下行政院長職務。年中被任命為國民黨副主席。2005年3月，以「世代交替」為由，辭去國民黨副主席一職，隨後被聘為國民黨中評會主席團主席。

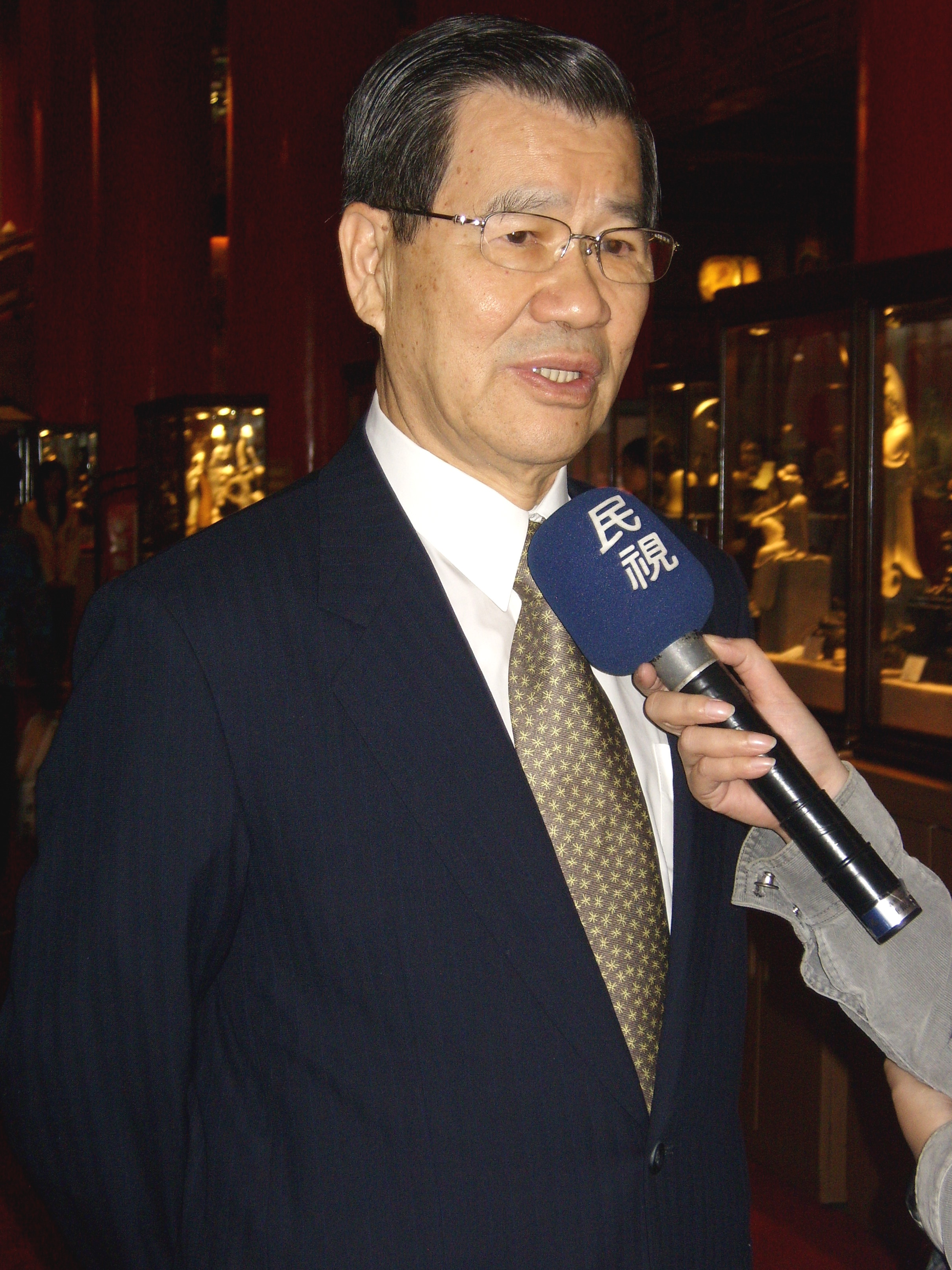
副總統候選人蕭萬長接受民視新聞採訪（攝於2007年）

2007年6月，因財經背景與橫跨各黨派的特質，蕭萬長獲國民黨總統候選人馬英九邀請，二度被國民黨提名為副總統候選人與馬英九搭配，後順利當選。
2008年4月12日，以兩岸共同市場基金會董事長之名義參與博鰲論壇，與中共中央總書記兼中國國家主席胡錦濤會面。此海南博鰲行被稱為兩岸融冰之旅，提出兩岸互動之十六字箴言：「正視現實，開創未來，擱置爭議，追求雙贏」替兩岸經濟及政治對談帶來新的局面。
2008年5月20日，就任副總統，之後兩岸共同市場基金會由詹火生接任董事長，蕭萬長則轉任榮譽董事長，副總統任內不親自出席博鰲論壇。
2011年5月31日，宣布不會再和馬英九總統搭檔參選2012年大選尋求連任。2012年1月23日，赴翠山莊向前總統李登輝拜年，蕭早年被視為是李登輝人馬，是李登輝屬意的台灣團結聯盟創黨主席，但蕭推卻。
卸任副總統後，蕭萬長於2013年4月8日再度參與博鰲論壇，與中共中央總書記習近平會面。2013年10月6日，第二十一届APEC领导人非正式会议在印尼巴厘岛举办，萧万长首度代表馬總統以中華台北代表身分出席，会前与中共中央總書記兼中國國家主席习近平在印尼拉古納酒店会晤，這是台湾首次让陆委会参与APEC会议，两岸事务协调工作也被认为是两岸关系进展大突破。
2014年1月1日，馬英九總統在元旦祝詞裡，宣布將請他籌組「民間推動委員會」，負責整合加入「跨太平洋戰略經濟夥伴關係協議（TPP）」和「區域全面經濟伙伴協定（RCEP）」事宜。2014年4月11日，第三度參與博鰲論壇，與中共中央政治局常委、中國國務院總理李克強會面。此行程目標為讓台灣融入區域經濟。
2014年11月9日，第二十二届APEC领导人非正式会议在北京举办，萧万长再度代表馬總統以中華台北代表身分出席，会前与习近平在人民大會堂会晤。2015年3月28日，第四度參與博鰲論壇，與中共中央总书记习近平會面，但是僅有5分鐘。目標為讓台灣參與經濟整合及加入亞投行。
2015年11月18日，第二十三届APEC領導人非正式會議在馬尼拉举办，是馬英九總統任期結束前最後一屆APEC會議，蕭萬長第三度代表馬英九總統以中華台北代表身分出席，在領袖國宴上與習近平交談長達5分鐘以上，隨後美國總統歐巴馬也加入對話，是美中台三方領袖代表的首度對話，蕭當面向兩人表達台灣想要加入跨太平洋夥伴協定（TPP）的意願。19日，先後與新加坡總理李顯龍夫婦、日本首相安倍晉三會面。
2016年3月24日，在博鰲亞洲論壇上再與中國國務院總理李克強會晤，李克強向其強調承認「九二共識」、兩岸同屬一中，一切就都好商量。

## 選舉紀錄
| 年度 | 選舉屆數                 | 選舉區                   | 所屬政黨   | 得票數    | 得票率 | 當選標記 | 備註 |
| ---- | ------------------------ | ------------------------ | ---------- | --------- | ------ | -------- | ---- |
| 1995 | 第三屆立法委員選舉       | 嘉義市立法委員選舉區     | 中國國民黨 | 67,029    | 51.71% |          |      |
| 2000 | 第十任總統、副總統選舉   | 第十任總統、副總統選舉   | 中國國民黨 | 2,925,513 | 23.10% |          |      |
| 2008 | 第十二任總統、副總統選舉 | 第十二任總統、副總統選舉 | 中國國民黨 | 7,659,014 | 58.44% |          |      |

## 荣誉

### 中华民国勋章奖章
- 一等卿云勋章（2000年5月16日于台北总统府颁授[24]）
- 中正勋章（2012年5月10日于台北总统府颁授[25]）

### 外国勋章奖章
- 巴尔沃亚大十字勋章（西班牙语：Orden de Vasco Núñez de Balboa）（巴拿马，2010年7月27日于台北总统府颁授[26]）

## 個人生活
其配偶為朱俶賢女士，育有長女蕭如婷（女婿王關生）、次女蕭如芬、么女蕭至佑。
總統府曾於2009年5月20日證實蕭萬長罹患肺腺癌三期；5月21日，手術順利完成。

## 外部連結
维基共享资源上的相關多媒體資源：蕭萬長
- 微笑老蕭の窩 部落格 痞客邦PIXNET （页面存档备份，存于）
- 國家文化總會

| 中華民國國家元首 | 中華民國國家元首                                                    | 中華民國國家元首                   |
| ---------------- | ------------------------------------------------------------------- | ---------------------------------- |
| 前任： 呂秀蓮    | 中華民國副總統 第十二屆 2008年5月20日—2012年5月20日                 | 繼任： 吳敦義                      |
| 中華民國政府職務 |                                                                     |                                    |
| 行政院           |                                                                     |                                    |
| 前任： 陳履安    | 經濟部部長 第十九任 （從工商部開始起算） 1990年6月1日—1993年2月27日 | 繼任： 江丙坤                      |
| 前任： 郭婉容    | 行政院經濟建設委員會主任委員 第五任 1993年2月27日—1994年12月15日    | 繼任： 徐立德                      |
| 前任： 黃昆輝    | 行政院大陸委員會主任委員 第三任 1994年12月15日—1995年12月3日        | 繼任： 高孔廉（代理） 正任：張京育 |
| 前任： 連戰      | 行政院院長 第十五任 1997年9月1日—2000年5月20日                      | 繼任： 唐飛                        |